# Mastophora yeargani
Mastophora yeargani är en spindelart som beskrevs av Levi 2003. Mastophora yeargani ingår i släktet Mastophora och familjen hjulspindlar. Inga underarter finns listade i Catalogue of Life.